# Luis Ernesto Derbez
Luis Ernesto Derbez Bautista (Ciudad de México, 1 de abril de 1947) es un economista y político mexicano que desde el 1 de abril de 2008 y hasta el 20 de agosto de 2021 ostentó el cargo de rector de la Universidad de las Américas de Puebla, cargo que fue retomado el 1 de agosto de 2023, siendo el undécimo rector de esta universidad localizada en Puebla. Fue secretario de Economía de 2000 a 2003 y de Relaciones Exteriores de 2003 a 2006, en el gobierno de Vicente Fox.

## Estudios
Luis Ernesto Derbez es licenciado en Economía egresado de la Universidad Autónoma de San Luis Potosí, tiene una maestría en economía y organización industrial por la Universidad de Oregón y un doctorado en economía en la Iowa State University. Es miembro de la Pontificia Academia de Ciencias Sociales.

## Trayectoria
Trabajó durante catorce años para el Banco Mundial como responsable de áreas regionales de impacto e interés internacional tales como Chile, región oeste y central de África, India, Nepal y Bután, entre otras. En esa misma institución dirigió, definió, ejecutó y supervisó programas de Ajuste Estructural en Chile, Costa Rica, Honduras y Guatemala y programas de Apoyo Económico Multilateral. Fue también autor principal y supervisor de Reportes Macroeconómicos de las naciones en que trabajó, así como de Reportes Sectoriales en las áreas de Finanzas y Banca.
De 1997 al año 2000 fue consultor independiente de la oficina del Banco Mundial en la Ciudad de México y el Banco Interamericano de Desarrollo en la ciudad de Washington. Colaboró en programas de recuperación económica en países que han enfrentado situaciones críticas tales como Honduras y Nicaragua después de que el huracán Mitch destruyera porciones considerables de su territorio y economía.
Fue profesor de la Escuela de Graduados en Administración de Empresas del Instituto Tecnológico y de Estudios Superiores de Monterrey en la ciudad de Monterrey, Nuevo León; profesor visitante en la Escuela de Estudios Internacionales de la Universidad Johns Hopkins y Director del Departamento de Economía y de la Unidad de Estudios Econométricos del ITESM en Monterrey. También fue vicerrector académico de la Universidad de las Américas, Puebla.
Colaborador cercano del entonces presidente Vicente Fox desde su campaña. Al asumir la presidencia en diciembre de 2000, Fox lo designó secretario de Economía. En enero de 2003, al renunciar Jorge Castañeda Gutman, Derbez fue designado secretario de Relaciones Exteriores. Se presentó como candidato a secretario general de la Organización de Estados Americanos, finalmente declinó en favor del ministro del Interior de Chile, José Miguel Insulza.
Es miembro del Partido Acción Nacional (PAN). El 12 de diciembre de 2006 fue designado secretario de Relaciones Internacionales del Comité Ejecutivo Nacional del PAN. Durante el 2007 se desempeñó como Presidente del Instituto para la Globalización, la Competitividad y la Democracia del ITESM.
En 2008, fue nombrado rector de la Universidad de las Américas Puebla. En 2013, fue refrendado por cinco años más al frente de la universidad.
En julio de 2017, anunció su intención de buscar la candidatura del Partido Acción Nacional a la presidencia de México en 2018, pidiendo una licencia temporal en la UDLAP para ausentarse de sus labores como rector. Derbez desistió de la contienda interna el 15 de diciembre de 2017, tras argumentar que era "imposible" competir contra Ricardo Anaya, entonces dirigente del partido y, a la postre, precandidato presidencial de la coalición Por México al Frente.
Luis Ernesto Derbez es tío del comediante Eugenio Derbez.